# Pro-Música Brasil
A Pro-Música Brasil (PMB), anteriormente conhecida como Associação Brasileira dos Produtores de Discos (ABPD), é uma entidade privada que representa as principais gravadoras do mercado fonográfico do país. É também a parada de sucesso e de vendas oficial do Brasil.

## Sobre
O objetivo da Pro-Música Brasil, como associação representante das gravadoras do Brasil, é conciliar os interesses das organizações com os de autores, intérpretes, músicos, produtores e editores musicais, e de defesa coletiva e institucionalmente os direitos e interesses comuns de seus associados, combater à pirataria musical e promover levantamentos de estatísticas e pesquisas de mercado fonográfico.
Ela é também responsável por pesquisas de mercado, dados estatísticos e de vendagens do setor fonográfico no Brasil e pela emissão dos certificados que autorizam as gravadoras a premiar os intérpretes das canções com discos especiais (Discos de Ouro, Platina, múltiplos de Platina, Diamante e múltiplos de Diamante), em decorrência de grandes volumes vendidos.
Com sede no Rio de Janeiro, a ABPD foi fundada em Abril de 1958, sendo filiada à IFPI, que agrega cerca de 1,4 mil gravadoras em 76 países. Para dar as licenças para outras mídias a ABPD criou, em 1995, a ABLF (Associação Brasileira de Licenciamento Fonográfico) e a APDIF (Associação Protetora dos Direitos Intelectuais Fonográficos), que tem como objetivo o combate à divulgação e lucro não autorizada de gravações musicais.

## Mercado fonográfico brasileiro
Segundo uma reportagem da IFPI, disse que o Brasil é uma grande potência no mercado fonográfico digital, uma das razões são as inovações de mercado e de tecnologia fazendo assim ser a maior indústria da América Latina em 2009. Cerca de 80% das vendas digitais são de Telefonia móvel, e o que ajuda isso também são as redes sociais de grande audiência no Brasil, entre eles o Orkut, YouTube e MySpace. E que no futuro o país será um dos maiores mercados digitais do mundo, devido aos altos índices de crescimento a cada ano. O faturamento em 2007 foi de mais 24 milhões de reais, equivalente a 8% do faturamento total do Mercado Brasileiro de Música, segundo dados oficiais da ABPD.
Em uma publicação de 2010 pela IFPI mostra que as vendas cresceram em 12% em relação de 2008 para 2009 no mundo, porém o país que mais perdeu mercado por causa da pirataria digital foi o Brasil. 80% foi o número apresentado pela Federação, porém o presidente da ABPD, Paulo Rosa, discordou dos números mostrados e disse que a queda foi de 50% e justifica os números apresentados pela IFPI que, eles se basearam apenas em discos com "preço inteiro" e não o custo que as gravadoras brasileiras colocavam no mercado.
O relatório anual do mercado musical brasileiro feito em 2010, mostrou que o setor fonográfico movimentou mais de R$ 358 milhões em 2009, na parte digital foram 11,9% desse total, com mais de R$ 42 milhões, com um crescimento de 0,7% em comparação de 2008. Na parte física também houve um aumento de 1,08% nas vendas. Que segundo opinião do Paulo Rosa, presidente da ABPD, disse que ter dois anos consecutivos de crescimento é uma grande vitória, mas que não deve ser festejada.
O mercado brasileiro de música é forte em comparação com os estrangeiros, que movimenta cerca de 80% de todos os CDs e DVDs vendidos no Brasil, ou seja, 8 em cada 10 álbuns vendidos são de artistas nacionais. O país é um dos poucos com percentual de música local tão relevante. Para se ter uma ideia países da Europa como Inglaterra, França e Itália não possuem 80% do mercado nacional. Logo, o Brasil pode ser considerado um dos maiores consumidores de música nacional do mundo, segundo dados da ABPD.
CD Singles
No Brasil não são vendidos CD Singles, também chamados de compactos, por não haver aceitação por parte do público consumidor e do comércio. Esse tipo de formato foi testado em diferentes artistas em diversos gêneros em 1995 a 1997.

## Tabelas musicais

### Crowley Broadcast Analysis
A Pro-Música Brasil utiliza a Crowley Broadcast Analysis, para fornecer dados para a associação, e para o ECAD, além de ser a parada musical oficial do Brasil. Em agosto de 2009 passou a fornecer também exclusivamente as paradas para a revista Billboard Brasil (extinta em 2019), que se baseava na grade básica de rádios com 250 estações, pesquisadas em dez cidades brasileiras.

### Top Álbuns Brasil
A Top Álbuns Brasil (anteriormente CD - TOP 20 Semanal) foi a parada oficial de vendas de CDs, o qual se baseia na venda registrada pelas gravadoras, mercados em massa, pesquisa reproduzida pela ABPD e pesquisada pela empresa Nielsen.

### Top DVDs Brasil
A Top DVDs Brasil (anteriormente DVD - TOP 20 Semanal ou TOP DVD 20) é a parada oficial de vendas de DVDs, o qual se baseia na venda registrada pelas gravadoras, mercados em massa, pesquisa reproduzida pela ABPD e pesquisada pela empresa Nielsen.

### Top 50 Streaming
A Top 50 Streaming é uma parada mensal das 50 canções mais ouvidas das plataforma digitais Spotify, Apple Music, Napster, Google Play e Deezer. A parada é elaborada e compilada pela empresa BMAT.

## Objetivo
As resoluções declaradas pela Pro-Música Brasil são:
1. conciliar os interesses das gravadoras com os de autores, intérpretes, músicos, produtores e editores musicais;
2. defender coletiva e institucionalmente os direitos e interesses comuns de seus associados;
3. combater a pirataria musical;
4. promover levantamentos estatísticos e pesquisas de mercado.

## Prêmio de Música Digital
Prêmio Música Digital é uma premiação musical surgida em 2010 no Brasil e que é anualmente realizada pela M.A.S. Mazzola Edições Musicais, Editora do produtor Marco Mazzola, em parceria com Marcelo Alves, diretor da ADMA Eventos, eleita como a "agência do ano" pelo prêmio Colunistas Promo 2009 e 2010. A cerimônia conta com a chancela das principais gravadoras brasileiras representadas pelas entidades ligadas ao mercado fonográfico do país, além da ABPD, ABMI, ABEM e ABER, juntamente com a participação das maiores empresas envolvidas na comercialização de donwload digital a Oi, TIM, Claro, Vivo, UOL, Nokia, Terra Networks e iMusica.

## Lista de associados e afiliados
Todas as companhias associadas e afiliadas com a Pro-Música Brasil:
- Som Livre
- Sony Music Entertainment
- Universal Music
- Warner Music
- Midas Music
- Altafonte Brasil
- ONErpm
- The Orchard
- Atração Fonográfica
- Ingrooves Music Group
- Believe

## Níveis de certificação
A Pro-Música Brasil disponibiliza, para buscas e pesquisas, todos os certificados de disco de ouro, platina, múltiplos de platina, diamante e múltiplos de diamante. A associação realiza certificações desde 1990 até os dias de hoje, com a solicitação das gravadoras associadas.
E desde novembro de 2008, a entidade começou a premiar os produtos digitais, que são os downloads para internet, e ringtones que são vendas feita via telefonia móvel (celular). Em seu site oficial poderá ser visualizada todas as premiações.
A partir de 2017, as certificações para vendas digitais foram unidas às de vendas físicas com as seguintes regras: Para certificação de álbuns, downloads digitais de álbuns completos são iguais a uma venda física de álbuns. Os downloads digitais pagos de singles do álbum também são contabilizados para a certificação, onde dez downloads de singles são equivalentes a uma venda de álbum. Para streamings de áudio e vídeo de uma ou mais faixas do álbum, 5.000 transmissões são equivalentes a um álbum. Certificações de singles são baseadas em download digital. Para streaming de áudio e vídeo, 500 streams são iguais a um download. A contagem para as certificações de álbum e single são iguais as previamente atribuídos aos CDs.

### Produtos digitais (internet/telefonia móvel)
Downloads/Ringtones
| Certificação | Emitidos a partir de novembro de 2008 |
| ------------ | ------------------------------------- |
| Ouro         | 50.000                                |
| Platina      | 100.000                               |
| 2× Platina   | 200.000                               |
| 3× Platina   | 300.000                               |
| 9× Ouro      | 450.000                               |
| Diamante     | 500.000                               |

### Repertório nacional
CD/Single
| Certificação | Antes de 2004 | A partir de 2004 | A partir de 2006 | A partir de 2010 |
| ------------ | ------------- | ---------------- | ---------------- | ---------------- |
| Ouro         | 100.000       | 50.000           | 50.000           | 40.000           |
| Platina      | 250.000       | 125.000          | 100.000          | 80.000           |
| 2× Platina   | 500.000       | 250.000          | 200.000          | 160.000          |
| 3× Platina   | 750.000       | 375.000          | 300.000          | 240.000          |
| Diamante     | 1.000.000     | 500.000          | 500.000          | 300.000          |
| 2× Diamante  | 2.000.000     | 1.000.000        | 1.000.000        | 600.000          |
| 3× Diamante  | 3.000.000     | 1.500.000        | 1.500.000        | 900.000          |
| 4× Diamante  | 4.000.000     | 2.000.000        | 2.000.000        | 1.200.000        |

DVD
| Certificação | Antes de 2006 | Depois de 2006 |
| ------------ | ------------- | -------------- |
| Ouro         | 25.000        | 25.000         |
| Platina      | 50.000        | 50.000         |
| 2× Platina   | Não Existia   | 100,000        |
| 3× Platina   | Não Existia   | 150.000        |
| Diamante     | 100.000       | 250.000        |
| 2× Diamante  | 200.000       | 500.000        |
| 3× Diamante  | 300.000 (*)   | 750.000 (*)    |
| 4× Diamante  | 400.000 (*)   | 1.000.000 (*)  |
| 5× Diamante  | 500.000 (*)   | 1.250.000 (*)  |

(*) Hipotética, pode haver/ acontecer ou não.

### Repertório internacional
CD/Single
| Certificação | Até 2000  | A partir de 2001 | A partir de 2006 | A partir de 2010 |
| ------------ | --------- | ---------------- | ---------------- | ---------------- |
| Ouro         | 100.000   | 50.000           | 30.000           | 20.000           |
| Platina      | 250.000   | 125.000          | 60.000           | 40.000           |
| 2× Platina   | 500.000   | 250.000          | 120,000          | 80.000           |
| 3× Platina   | 750.000   | 375.000          | 180.000          | 120.000          |
| Diamante     | 1.000.000 | 500.000          | 250.000          | 160.000          |

DVD
| Certificação | Antes de 2006 | A partir de 2006 |
| ------------ | ------------- | ---------------- |
| Ouro         | 25.000        | 15.000           |
| Platina      | 50.000        | 30.000           |
| 2× Platina   | —             | 60,000           |
| 3× Platina   | —             | 90.000           |
| Diamante     | 100.000       | 125.000          |
| 2× Diamante  | 200.000       | 250.000          |
| 3× Diamante  | 300.000 (*)   | 375.000 (*)      |
| 4× Diamante  | 400.000 (*)   | 500.000 (*)      |
| 5× Diamante  | 500.000 (*)   | 625.000 (*)      |

(*) Hipotética, pode haver/ acontecer ou não.